# Gospin Školj
Koordinati:   42°56′50″N, 17°26′53″E
Gospin Školj je majhen nenaseljen otoček v Jadranskem morju. Pripada Hrvaški.
Gospin Školj leži nasproti naselja Sreser na polotoku Pelješac. Površina otočka meri 0,016 km². Dolžina obalnega pasu je 0,53 km.